# Pomniki przyrody w Lublinie
W Lublinie znajduje się 88 pomników przyrody ożywionej: 78 pojedynczych drzew, 3 grupy drzew, 3 szpalery oraz 4 aleje.
W strukturze gatunkowej przeważają dęby szypułkowe i lipy drobnolistne. Pozostałe gatunki występują po kilka sztuk np. miłorzęby dwuklapowe, buki zwyczajne, lipy szerokolistne, kasztanowce zwyczajne, klony zwyczajne, topole czarne. Pojedynczo rosną: szakłak pospolity, jesion wyniosły, wierzba biała, kłęk kanadyjski, grusza pospolita.
Na uwagę zasługują: wierzba biała na Błoniu Zamkowym, dąb szypułkowy rosnący na cmentarzu przy ul. Lipowej i trzy miłorzęby dwuklapowe w jego pobliżu, topola biała w Ogrodzie Saskim, lipa szerokolistna ul. Abramowicka 2, topola holenderska przy ul. Bolesława Chrobrego 1, lipy drobnolistne i klony zwyczajne przy al. Warszawskiej oraz aleja lipowa w ośrodku "Marina" nad Zalewem Zemborzyckim.
W 2024 roku podjęto uchwałę kompetencyjną, która zmieniła nadzór nad drzewami powołanymi starszymi aktami prawnymi oraz porządkująca wieloletnie nieścisłości.
Na terenie Lublina znajdują się następujące pomniki przyrody (stan prawny luty 2025):
| Nr  | Lokalizacja | Forma             | Nazwa                                                                            | Obwód przy powołaniu [cm] | Nr ew.   | Rok uznania | Zdjęcie |
| --- | --- | ----------------- | -------------------------------------------------------------------------------- | ------------------------- | -------- | ----------- | ------- |
| 1.  | ul. Lipowa pas drogowy przy cmentarzu | pojedyncze drzewo | miłorząb dwuklapowy                                                              | 180                       | 65 (111) | 1979        |         |
| 2.  | ul. Lipowa pas drogowy przy cmentarzu | pojedyncze drzewo | miłorząb dwuklapowy                                                              | 170                       | 66 (111) | 1979        |         |
| 3.  | ul. Lipowa pas drogowy przy cmentarzu | pojedyncze drzewo | miłorząb dwuklapowy                                                              | 260                       | 67 (111) | 1979        |         |
| 4.  | ul. Pliszczyńska 14-16 | pojedyncze drzewo | jesion wyniosły                                                                  | 410                       | 68 (116) | 1983        |         |
| 5.  | cmentarz, ul. Lipowa 15 | pojedyncze drzewo | dąb szypułkowy                                                                   | 385                       | 62 (73)  | 1987        |         |
| 6.  | Nadleśnictwo Świdnik, leśnictwo Stary Gaj | pojedyncze drzewo | dąb szypułkowy                                                                   | 280                       | 63 (89)  | 1987        |         |
| 7.  | ul. Bernardyńska 14A, MDK nr 2 | grupa drzew       | 2 szakłaki pospolite                                                             | 92 i 105                  | 64 (110) | 1987        |         |
| 8.  | północno-zachodnia część Placu Litewskiego | grupa drzew       | 2 dęby szypułkowe                                                                | 296 i 317                 | 69 (221) | 1990        |         |
| 9.  | ul. Sławinkowska 57, pas drogowy | grupa drzew       | 2 dęby szypułkowe                                                                | 346 i 307                 | 70 (224) | 1990        |         |
| 10. | ul. Sławinkowska 124, pas drogowy | pojedyncze drzewo | dąb szypułkowy                                                                   | 306                       | 71 (225) | 1990        |         |
| 11. | Szpital Neuropsychiatryczny im. prof. Mieczysława Kaczyńskiego SPZOZ, zespół dworsko-parkowy w Abramowicach                                                | pojedyncze drzewo | miłorząb dwuklapowy                                                              | 253                       | 72 (297) | 1993        |         |
| 12. | wzdłuż drogi przy ogrodzeniu ROD "Węglinek" ul. Bieszczadzka/Jana Pawła II                                                                                 | szpaler           | 26 dębów szypułkowych                                                            | od 120 do 300             | 73 (377) | 1997        |         |
| 13. | al. Kraśnicka 2a | pojedyncze drzewo | dąb szypułkowy                                                                   | 345                       | 74 (378) | 1997        |         |
| 14. | zachodnia część parku Węglin, al. Kraśnicka 118 | pojedyncze drzewo | dąb szypułkowy                                                                   | 360                       | 75 (379) | 1997        |         |
| 15. | południowa część Ogród Saskiego, przy Al. Racławickich | pojedyncze drzewo | topola biała                                                                     | 610                       | 76 (381) | 1997        |         |
| 16. | teren Szpitala Wojewódzkiego im. Jana Bożego, ul. Biernackiego 9, przy kaplicy oo. Karmelitów                                                              | pojedyncze drzewo | lipa drobnolistna                                                                | 405                       | 77 (382) | 1997        |         |
| 17. | ul. Trześniowska 42 | pojedyncze drzewo | miłorząb dwuklapowy                                                              | 112                       | 78 (384) | 1997        |         |
| 18. | ul. Trześniowska 42 | pojedyncze drzewo | jesion wyniosły                                                                  | 340                       | 79 (385) | 1997        |         |
| 19. | ul. Trześniowska 42 | szpaler           | 5 lip drobnolistnych lipa krymska lipa amerykańska lipa szerokolistna klon jawor | od 205 do 460             | 80 (386) | 1997        |         |
| 20. | ul. Kraśnicka 2 | szpaler           | 5 buków zwyczajnych                                                              | od 170 do 480             | 81 (388) | 1997        |         |
| 21. | MOSiR "Bystrzyca" nad Zalewem Zemborzyckim | aleja             | 39 lip drobnolistnych kasztanowiec zwyczajny topola biała                        | od 120 do 470             | 82 (389) | 1997        |         |
| 22. | ul. Ewangelicka, przy kościele Ewangelicko-Augsburskim Świętej Trójcy                                                                                      | pojedyncze drzewo | lipa drobnolistna                                                                | 350                       | 83 (391) | 1997        |         |
| 23. | ul. Ewangelicka, przy kościele Ewangelicko-Augsburskim Świętej Trójcy                                                                                      | pojedyncze drzewo | kasztanowiec zwyczajny                                                           | 280                       | 84 (393) | 1997        |         |
| 24. | Szpital Kliniczny ul. Chmielna 1, od strony ul. Czechowskiej                                                                                               | pojedyncze drzewo | dąb szypułkowy                                                                   | 280                       | 85 (394) | 1997        |         |
| 25. | ul. Sławinkowska 1, Ogród Botaniczny UMCS, na skarpie we wschodniej części                                                                                 | pojedyncze drzewo | lipa drobnolistna                                                                | 560                       | 86       | 1999        |         |
| 26. | ul. Sławinkowska 1, Ogród Botaniczny UMCS, na skarpie we wschodniej części                                                                                 | pojedyncze drzewo | lipa drobnolistna dwupienna                                                      | 600                       | 87       | 1999        |         |
| 27. | ul. Bolesława Chrobrego 1, przy budynku studenta zaocznego przy ul. Sowińskiego 12                                                                         | pojedyncze drzewo | topola holenderska                                                               | 427                       | 1        | 2012        |         |
| 28. | w pasie drogowym ul. Jana Kasprowicza na wysokości posesji nr 15                                                                                           | pojedyncze drzewo | topola czarna                                                                    | 570                       | 2        | 2012        |         |
| 29. | w pasie drogowym ul. Franciszki Arnsztajnowej na wysokości posesji nr 9-11                                                                                 | pojedyncze drzewo | lipa szerokolistna                                                               | 310                       | 4        | 2012        |         |
| 30. | w pasie drogowym ul. Franciszki Arnsztajnowej na wysokości posesji nr 10                                                                                   | pojedyncze drzewo | lipa szerokolistna                                                               | 303                       | 5        | 2012        |         |
| 31. | w pasie drogowym ul. Franciszki Arnsztajnowej na wysokości posesji nr 6                                                                                    | pojedyncze drzewo | lipa szerokolistna                                                               | 318                       | 6        | 2012        |         |
| 32. | w pasie drogowym al. Kraśnickiej na wysokości posesji nr 2 (naprzciwko ronda im. Honorowych Dawców Krwi, przy ogrodzeniu Jednostki Wojskowej)              | pojedyncze drzewo | dąb szypułkowy                                                                   | 305                       | 8        | 2012        |         |
| 33. | w pasie drogowym al. Kraśnickiej na wysokości posesji nr 2 (naprzciwko ronda im. Honorowych Dawców Krwi, przy ogrodzeniu Jednostki Wojskowej)              | pojedyncze drzewo | dąb szypułkowy                                                                   | 318                       | 9        | 2012        |         |
| 34. | w pasie drogowym al. Kraśnickiej na wysokości posesji nr 2 (naprzciwko ronda im. Honorowych Dawców Krwi, przy ogrodzeniu Jednostki Wojskowej, w szpalerze) | pojedyncze drzewo | dąb szypułkowy                                                                   | 253                       | 10       | 2012        |         |
| 35. | w pasie drogowym al. Kraśnickiej na wysokości posesji nr 2A, (0,5 m od wjazdu na posesję, od południa stycznie do schodów terenowych)                      | pojedyncze drzewo | dąb szypułkowy                                                                   | 302                       | 11       | 2012        |         |
| 36. | w pasie drogowym al. Kraśnickiej na wysokości posesji nr 4 (pomiędzy chodnikiem a ogrodzeniem posesji)                                                     | pojedyncze drzewo | dąb szypułkowy                                                                   | 351                       | 12       | 2012        |         |
| 37. | w pasie drogowym al. Kraśnickiej na wysokości posesji nr 4 (przy wjeździe na posesję nr 4, pomiędzy chodnikiem a ogrodzeniem)                              | pojedyncze drzewo | dąb szypułkowy                                                                   | 285                       | 13       | 2012        |         |
| 38. | Błonie Zamkowe | pojedyncze drzewo | wierzba biała                                                                    | 671                       | 14       | 2015        |         |
| 39. | w pasie drogowym al. Warszawska na skarpie (pomiędzy ul. Zbożową i Skowronkową)                                                                            | pojedyncze drzewo | lipa drobnolistna                                                                | 459                       | 15       | 2015        |         |
| 40. | w pasie drogowym al. Warszawska na skarpie (pomiędzy ul. Zbożową i Skowronkową)                                                                            | pojedyncze drzewo | lipa drobnolistna                                                                | 525                       | 16       | 2015        |         |
| 41. | w pasie drogowym al. Warszawska na szczycie skarpy (pomiędzy ul. Zbożową i Skowronkową)                                                                    | pojedyncze drzewo | klon zwyczajny                                                                   | 343                       | 17       | 2015        |         |
| 42. | w pasie drogowym al. Warszawska na skarpie (pomiędzy ul. Zbożową i Skowronkową)                                                                            | pojedyncze drzewo | lipa drobnolistna                                                                | 287                       | 19       | 2015        |         |
| 43. | w pasie drogowym al. Warszawska na skarpie (pomiędzy ul. Zbożową i Skowronkową)                                                                            | pojedyncze drzewo | lipa drobnolistna                                                                | 426                       | 21       | 2015        |         |
| 44. | w pasie drogowym al. Warszawska (pomiędzy ul. Zbożową i Skowronkową)                                                                                       | pojedyncze drzewo | lipa drobnolistna                                                                | 288                       | 22       | 2015        |         |
| 45. | w pasie drogowym al. Warszawska (pomiędzy ul. Zbożową i Skowronkową)                                                                                       | pojedyncze drzewo | lipa drobnolistna                                                                | 292                       | 23       | 2015        |         |
| 46. | w pasie drogowym al. Warszawska (pomiędzy ul. Zbożową i Skowronkową)                                                                                       | pojedyncze drzewo | lipa drobnolistna                                                                | 357                       | 24       | 2015        |         |
| 47. | ul. Hieronima Łopacińskiego 3 (nieopodal garaży) | pojedyncze drzewo | topola czarna                                                                    | 463                       | 25       | 2015        |         |
| 48. | ul. Lwowska 22 (narożnik budynku od ul. J. Kuronia) | pojedyncze drzewo | topola czarna                                                                    | 452                       | 26       | 2015        |         |
| 49. | w pasie drogowym ul. Szmaragdowa (zachodnia strona budynku nr 36)                                                                                          | pojedyncze drzewo | dąb szypułkowy                                                                   | 460                       | 27       | 2015        |         |
| 50. | ul. Spadochroniarzy 9 (parking) | pojedyncze drzewo | topola czarna                                                                    | 468                       | 28       | 2015        |         |
| 51. | ul. Bazylianówka 8, po wschodniej stronie, przy budynkach gospodarczych                                                                                    | pojedyncze drzewo | topola holenderska                                                               | 457                       | 29       | 2015        |         |
| 52. | ul. Ignacego Solarza | aleja przydrożna  | 45 kasztanowców zwyczajnych                                                      | od 113 do 224             | 30       | 2015        |         |
| 53. | ul. Onyksowa 21 | pojedyncze drzewo | dąb szypułkowy                                                                   | 420                       | 31       | 2017        |         |
| 54. | w pasie drogowym ul. Mieczysława Romanowskiego 58 | pojedyncze drzewo | lipa drobnolistna                                                                | 200                       | 32       | 2017        |         |
| 55. | w pasie drogowym ul. Mieczysława Romanowskiego 58 | pojedyncze drzewo | lipa drobnolistna                                                                | 245                       | 33       | 2017        |         |
| 56. | w pasie drogowym ul. Mieczysława Romanowskiego 56 | pojedyncze drzewo | klon zwyczajny                                                                   | 245                       | 34       | 2017        |         |
| 57. | ul. Krężnicka, teren MOSiR "Bystrzyca" | aleja             | 20 lip drobnolisntych                                                            | od 131 do 359             | 35       | 2017        |         |
| 58. | ul. Krężnicka, teren MOSiR "Bystrzyca" | aleja             | 31 kasztanowców zwyczajnych                                                      | od 173 do 414             | 36       | 2017        |         |
| 59. | ul. Krucza 6, Przedszkole nr 28 | pojedyncze drzewo | kłęk amerykański                                                                 | 245                       | 37       | 2020        |         |
| 60. | pl. Teatralny 1 | pojedyncze drzewo | lipa drobnolistna                                                                | 444                       | 38       | 2020        |         |
| 61. | ul. Jana Pawła II | pojedyncze drzewo | dąb szypułkowy                                                                   | 312                       | 39       | 2020        |         |
| 62. | ul. Głęboka | pojedyncze drzewo | klon zwyczajny                                                                   | 354                       | 40       | 2020        |         |
| 63. | MOSiR "Bystrzyca" | pojedyncze drzewo | grusza pospolita                                                                 | 279                       | 41       | 2020        |         |
| 64. | ul. Rudnicka | pojedyncze drzewo | topola czarna                                                                    | 424                       | 43       | 2021        |         |
| 65. | ul. Abramowicka 2, Szpital Neuropsychiatryczny | pojedyncze drzewo | lipa szerokolistna dwupienna                                                     | 507/290                   | 42       | 2021        |         |
| 66. | ul. Biedronka 13A, XXVII L.O. | pojedyncze drzewo | dąb szypułkowy wielopienny                                                       | 237/152/194/174           | 44       | 2021        |         |
| 67. | ul. Białostocka 5 | pojedyncze drzewo | dąb szypułkowy                                                                   | 277                       | 45       | 2022        |         |
| 68. | ul. Białostocka 5 | pojedyncze drzewo | dąb szypułkowy                                                                   | 263                       | 46       | 2022        |         |
| 69. | ul. Białostocka 3 | pojedyncze drzewo | dąb szypułkowy                                                                   | 284                       | 47       | 2022        |         |
| 70. | ul. Białostocka 1 | pojedyncze drzewo | dąb szypułkowy                                                                   | 311                       | 48       | 2022        |         |
| 71. | ul. Białostocka/Gdańska | pojedyncze drzewo | dąb szypułkowy                                                                   | 324                       | 49       | 2022        |         |
| 72. | ul. Gdańska 28 | pojedyncze drzewo | dąb szypułkowy dwupienny                                                         | 218/191                   | 50       | 2022        |         |
| 73. | ul. Gdańska 28 (od strony ul. Rzeszowskiej) | pojedyncze drzewo | dąb szypułkowy                                                                   | 265                       | 51       | 2022        |         |
| 74. | ul. Gdańska 28 (od strony ul. Rzeszowskiej) | pojedyncze drzewo | dąb szypułkowy                                                                   | 215                       | 52       | 2022        |         |
| 75. | ul. Rzeszowska 25 | pojedyncze drzewo | dąb szypułkowy                                                                   | 406                       | 53       | 2022        |         |
| 76. | ul. Rzeszowska 25 | pojedyncze drzewo | dąb szypułkowy                                                                   | 232                       | 54       | 2022        |         |
| 77. | ul. Gdańska 16 | pojedyncze drzewo | dąb szypułkowy                                                                   | 324                       | 55       | 2022        |         |
| 78. | ul. Gdańska 10 | pojedyncze drzewo | dąb szypułkowy                                                                   | 275                       | 56       | 2022        |         |
| 79. | ul. Stary Gaj 117, las | pojedyncze drzewo | lipa drobnolistna                                                                | 450                       | 57       | 2022        |         |
| 80. | przy ul. Bohaterów Monte Cassino | pojedyncze drzewo | dąb szypułkowy                                                                   | 275                       | 58       | 2022        |         |
| 81. | ul. Kielecka 4 | pojedyncze drzewo | dąb szypułkowy                                                                   | 301                       | 59       | 2022        |         |
| 82. | ul.Tomasza Zana 51/Magdaleny Brzeskiej 5 | pojedyncze drzewo | topola kanadyjska                                                                | 530                       | 60       | 2023        |         |
| 83. | ul. Łęczyńska 114/Mełgiewska | pojedyncze drzewo | topola biała                                                                     | 420                       | 61       | 2023        |         |
| 84. | ul. Stefana Okrzei 9, Przedszkole nr 13 | pojedyncze drzewo | lipa drobnolistna                                                                | 300                       | 88       | 2024        |         |
| 85. | ul. Stefana Okrzei 9, Przedszkole nr 13 | pojedyncze drzewo | topola czarna dwupienna                                                          | 487/201                   | 89       | 2024        |         |
| 86. | ul. Józefa Sowińskiego 4/al. Racławickie 22-22B | pojedyncze drzewo | kasztanowiec zwyczajny                                                           | 272                       | 90       | 2024        |         |
| 87. | ul. Józefa Sowińskiego 4/al. Racławickie 22-22B | pojedyncze drzewo | jesion wyniosły                                                                  | 327                       | 91       | 2024        |         |
| 88. | ul. Wrotkowska 2B | pojedyncze drzewo | topola biała                                                                     | 541                       | 92       | 2024        |         |

Zniesione pomniki przyrody:
| Nr  | Lokalizacja | Forma              | Nazwa                  | Obwody przy powołaniu i zniesieniu [cm] | Rok powołania | Rok zniesienia | Zdjęcie |
| 1.  | ul. Kielecka, park Węglin al. Kraśnicka 118                                                                         | pojedyncze drzewo  | dąb szypułkowy         | 270 - b.d.                              | 1997          | 2012           |         |
| 2.  | ul. Chmielna 1 | pojedyncze drzewo  | dąb szypułkowy         | 412                                     | 1997          | 2012           |         |
| 3.  | w pasie drogowym ul. Franciszki Arnsztajnowej na wysokości posesji nr 4 (pomiędzy ul. Partyzantów i Dudzińskiego)   | pojedyncze drzewo  | lipa szerokolistna     | 285 - b.d.                              | 2012          | 2016           |         |
| 4.  | ul. ks. Michała Słowikowskiego, przy kościele pw. św. Mikołaja                                                      | pojedyncze drzewo  | kasztanowiec zwyczajny | 380 - 330                               | 1995          | 2016           |         |
| 5.  | ul. Kraśnicka 2B | szpaler            | buk zwyczajny          | 419                                     | 1997          | 2016           |         |
| 6.  | Plac Litewski | pojedyncze drzewo  | topola czarna "Baobab" | 455-506                                 | 1990          | 2017           |         |
| 7.  | skwer między ul. Krakowskie Przedmieście, Ewangelicka, I Armii Wojska Polskiego, przy gł. alejce, przy budynku sądu | pojedyncze drzewo  | dąb bezszypułkowy      | 175-b.d.                                | 1997          | 2019           |         |
| 8.  | Szpital Kliniczny nr 1, ul. Staszica 16                                                                             | pojedyncze drzewo  | kasztanowiec zwyczajny | 360 - 392                               | 1997          | 2020           |         |
| 9.  | w pasie drogowym al. Warszawska na skarpie (pomiędzy ul. Zbożową i Skowronkową)                                     | pojedyncze drzewo  | lipa drobnolistna      | 338 - 340                               | 2015          | 2023           |         |
| 10. | w pasie drogowym al. Warszawska na szczycie skarpy (pomiędzy ul. Zbożową i Skowronkową)                             | pojedyncze drzewo  | klon zwyczajny         | 385 - 428                               | 2015          | 2023           |         |
| 11. | ul. Pliszczyńska 14-16                                                                                              | pojedyncze drzewo  | wiąz polny             | b.d.                                    | 1987          | 2024           |         |
| 12. | ul. Pliszczyńska 14-16                                                                                              | pojedyncze drzewo  | modrzew polski         | b.d.                                    | 1987          | 2024           |         |
| 13. | w pasie drogowym ul. Mikołaja Kopernika na wysokości posesji 31                                                     | pojedyncze drzewo  | klon srebrzysty        | 250 - 287                               | 2012          | 2024           |         |
| 14. | ul. Trześniowska 42                                                                                                 | szpaler            | lipa drobnolistna      | 460 - 588                               | 1997          | 2024           |         |
| 15. | ul. Jaśminowa 16 | grupa drzew        | 3 lipy drobnolistne    | od 250 do 420                           | 1997          | ?              |         |
| 16. | północno-wschodnia część Placu Litewskiego                                                                          | pojedyncze drzewo  | klon zwyczajny         | 267                                     | 1990          | ?              |         |
| 17. | zespół dworsko-parkowy w Abramowicach                                                                               | pojedyncze drzewo/ | dąb burgundzki         | 230                                     | 1993          | ?              |         |